# Buschrodt
Buschrodt (Luxemburgs: Bëschrued) is een plaats in de gemeente Groussbus-Wal en het kanton Redange in Luxemburg.

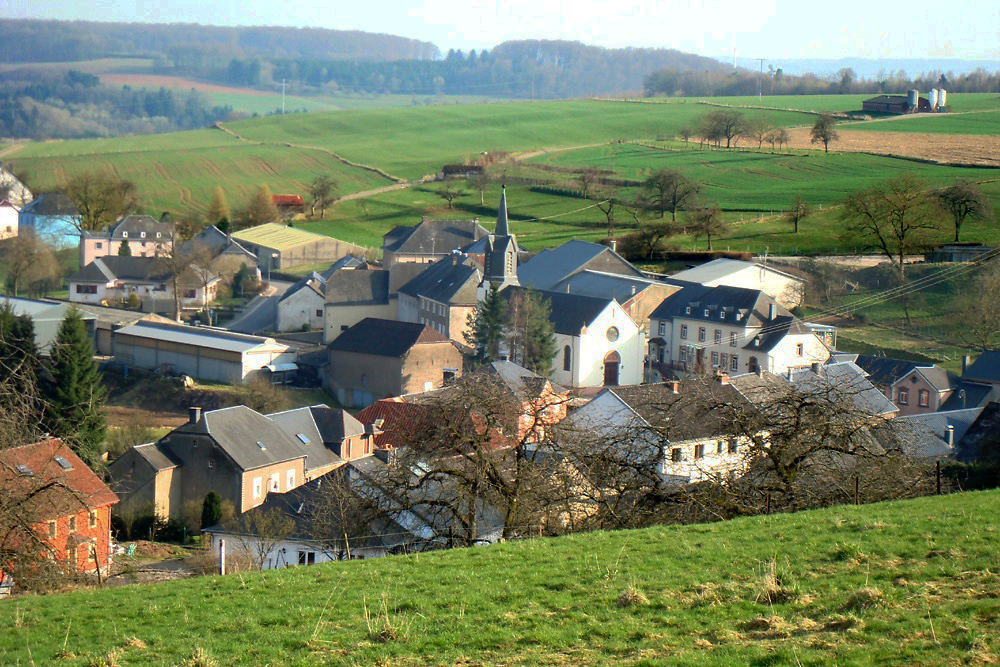
Buschrodt

Buschrodt telt 112 inwoners (2001).
Brattert · Buschrodt · Dellen · Grevels · Grosbous · Heispelt · Kuborn · Lehrhof · Rindschleiden · Wahl

Luxemburgse gemeenten · Kanton Redange · Luxemburg